# Homo ludens
Homo ludens (с лат. — «Человек играющий») — трактат, опубликованный в 1938 году нидерландским историком и культурологом Йоханом Хёйзингой.

## Содержание

### I. Характер и значение игры как явления культуры
Сочинение посвящено всеобъемлющей сущности феномена игры (нидерл. Spel) и универсальному значению её в человеческой цивилизации: «Человеческая культура возникает и разворачивается в игре». Хёйзинга считает, что игра не может быть редуцирована к феноменам культуры, поскольку она древнее их и наблюдается ещё у животных. Напротив, сама культура (речь, миф, культ, наука) имеет игровую природу. Сущность игры Хёйзинга сначала определяет как несерьезность (25), однако поясняет, что играющие животные в отличие от человека не смеются, то есть игра все же может включать в себя серьёзность (59). Затем он определяет игру как «свободное действие», поскольку она лишена принуждения и ей предаются в «свободное время» (27) и в особом «игровом пространстве». Вместе с тем, игра подразумевает строгий внутренний порядок, что подразумевает присутствие некоего игрового сообщества.

### II. Концепция и выражение понятия игры в языке
Переходя к анализу слова «игра», Хёйзинга замечает, что оно встречается у всех народов. Начинает он с языка античной цивилизации, где игра обозначается тремя способами как παιδιά (пайдиа — «ребячества»), ἄθυρμα (атюрма — «ерунда») и ἀγών (агон — «состязание»). Хёйзинга замечает, что некоторые исследователи античности (Болкестейн) противопоставляют пайдию и агон, то есть игру и состязание (нидерл. Wedijver), но эти два понятия все же выражают единое явление. Разные слова для обозначения игры встречаются и в санскрите: kridati (забавы детей и животных), divyati (бросать жребий), tandeln (подражать, высмеивая). В японском игра совпадает с вежливостью, а в семитских языках — с издевательством. В германских языках нет обобщающего для игры слова, а в романских языках оно есть. Размышляя о сексуальной игре, Хёйзинга подчёркивает в ней избыточность над биологическим спариванием. Он также противопоставляет игру всякой биологической необходимости, будь то самозащита или добывание пропитания.

### III. Игра и состязание как культуросозидающая функция
Размышляя над соотношением игры и культуры, Хёйзинга замечает, что культура рождается из игры и культура имеет характер игры (60). Он ещё раз указывает на напряжение и неопределённость как критерий игры. Он различает одиночные (пасьянс), агональные (спорт) и азартные (игра в кости) игры. Возвращаясь к противопоставлению игры и состязания в греческом языке, он называет этот факт «случайным пробелом в формировании абстрактного понятия игры» (63). С точки зрения Хейзинги, состязание составляет суть игры — выражение воли к власти или «агональный инстинкт» (105). Азартные игры он связывает с попыткой выяснения воли богов. В этом контексте он истолковывает потлач (72). Вырастающая из этого бравада становится основой добродетели и фундаментом этики. Хёйзинга делает вывод: «без поддержания определённого игрового поведения культура вообще невозможна» (105).

### IV. Игра и правосудие
Рассматривая судопроизводство, Хёйзинга также замечает там элемент игры, лицедейства (мантии и парики) и состязания («тяжбы»). В античности неотъемлемым элементом любого суда также являлась случайность и жребий богов.

### V. Игра и ратное дело
Сравнивая войну и игру, Хёйзинга приводит в пример средневековые турниры, где изначально кровавая борьба выродилась в пышное состязание напоказ. Вместе с тем он замечает, что состязание возвышает распрю до культурного уровня, подразумевая уважение к противнику и понятие чести. Именно на этом вырастают понятия рыцарства и международного права, которые составляют суть человечности.

### VI—VII
В 6-й главе Хёйзинга рассматривает выражение агонального инстинкта в виде разгадывания загадок, в 7-й — в виде состязания поэтов.

### VIII. Функция воображаемого
В данной главе Хёйзинга много уделяет внимание персонификации. Как только в описании состояния или события словами окружающей жизни появляется образное выражение, люди вступают на путь персонификации.
Персонификация — это привычная форма духовной деятельности, из которой мы в нашей повседневной жизни еще вовсе не выросли. 
Понятия игры и святости пребывают в постоянном соприкосновении друг с другом. То же происходит с понятиями поэтического воображения и веры.

### IX. Игровые формы философствования
В большей степени в этой главе Хёйзинга опирается на греческую школу софистов. В её деятельности, в её риторических приёмах можно уловить игровой и состязательный момент. «Игру» софистов можно обозначить, как древнюю игру ума. Сами софисты прекрасно осознавали игровой характер всей своей деятельности. Тому, кто против этого возражает, следовало бы принять во внимание, что в сфере софистической риторики четкие границы между игрой и серьезностью провести невозможно и что квалифицировать ее как игру — фактически значит прекрасно уловить ее изначальный характер.

### X. Игровые формы искусства
В 10-й главе Хёйзинга рассматривает выражение агонального инстинкта — в виде музыки и других искусств. Он отмечает, что аналогично игре действие музыки осуществляется вне норм разума, долга или истины. Музыка подчиняется своим собственным специфическим нормам (в частности, ритму и гармонии). Игровая функция музыки проявляется в виде танца.

### XI. Культуры и эпохи с точки зрения игры
В 11-й главе он рассматривает культуры через призму игры — лат. sub specie ludi. Хёйзинга повторяет свою главную мысль: «культура, в её первоначальных фазах, играется» (168). Она развёртывается в игре и как игра. Проводятся параллели с игровыми элементами в конкретных культурных традициях. Игровой элемент в жизни Рима наиболее явственно раскрывается в пресловутом «Хлеба и зрелищ!» В испанской традиции боя быков до сих пор сохраняются черты римской игры.

### XII. Игровой элемент современной культуры
Не обходит своим вниманием Хёйзинга новейшие выражения игры, под которыми он понимает спорт — явление пришедшее в XIX веке из английской культуры. Согласно Хейзинге турнир — это состязание, но ещё не спорт, ибо в нём ещё много театральности. Спорт же рождается из командной игры в мяч, где на первое место выходят телесные упражнения и демократизм. В контексте реализации агонального инстинкта Хёйзинга рассматривает современное движение скаутов. Отмечая убывание игры в современной цивилизации, Хёйзинга предостерегает о возможности крушения культуры в варварство и хаос.

## Характеристики игры
1. Доступ к игре свободен, сама игра и есть проявление свободы.
2. Игра — это не «обычная» или «реальная» жизнь.
3. Игра отличается от «обычной» или «реальной» жизни как местоположением, так и продолжительностью. «Её течение и смысл заключены в ней самой».
4. Игра устанавливает порядок и порядком является. Игра требует абсолютного и полного порядка.
5. Игра никоим образом не связана с материальным интересом и не может приносить никакой прибыли.